# Antonín Matěj Píša

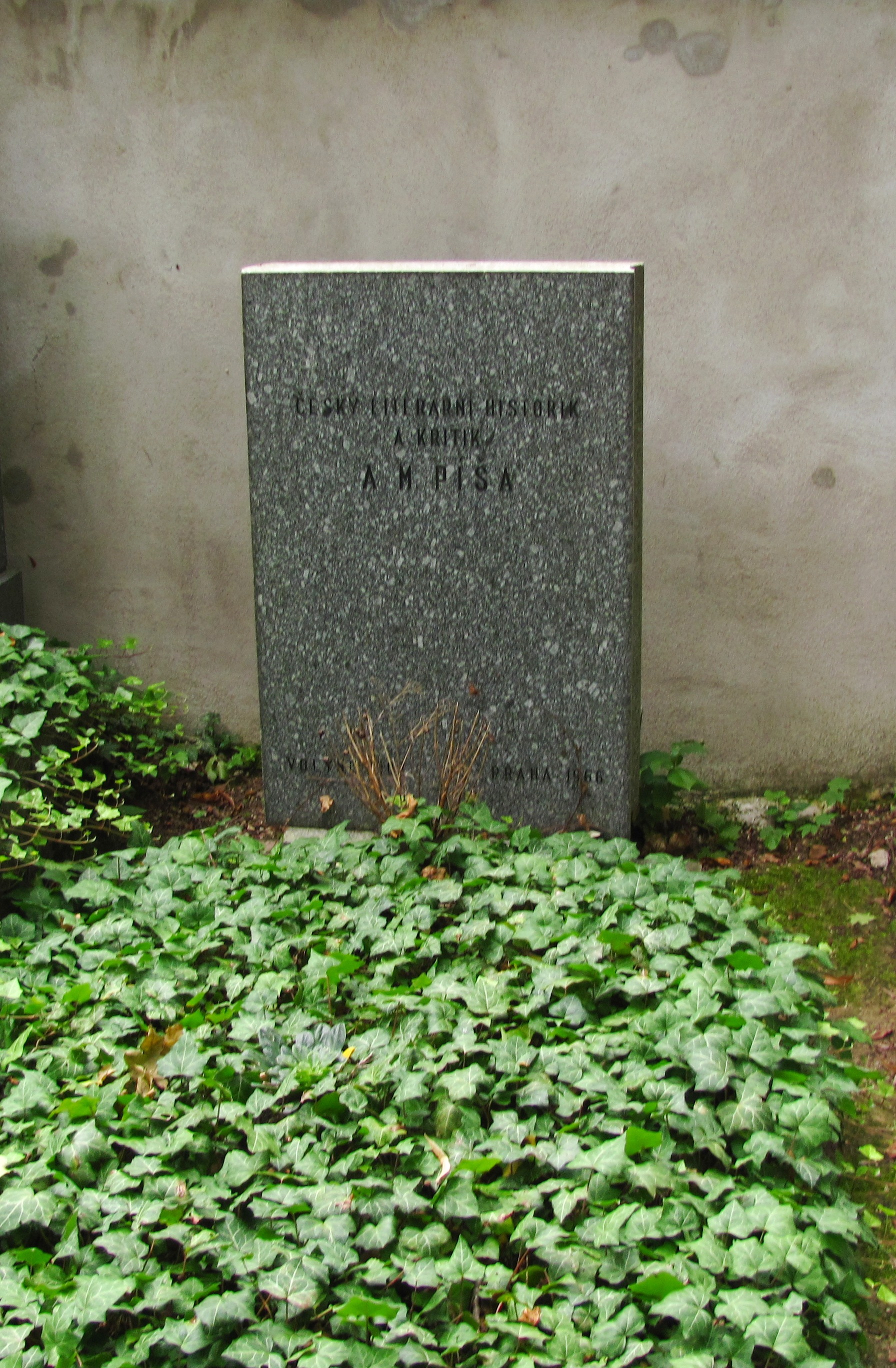
Hrob na Šáreckém hřbitově v Praze

Antonín Matěj Píša (10. května 1902, Volyně – 26. února 1966, Praha) byl český básník, literární a divadelní kritik a novinář (redaktor Práva lidu, Národní práce).

## Život
Na Filosofické fakultě University Karlovy v Praze vystudoval bohemistiku a germanistiku, v roce 1927 obhájil titul PhDr (byl žákem prof. Otokara Fischera). Od roku 1925 spolupracoval s redakcí novin Právo lidu a působil zde jako kulturní redaktor, literární a divadelní kritik až do roku 1938. V období 1939 až 1941 pracoval v redakci Národní práce, později až do roku 1945 v jejím nakladatelství. Po roce 1945 byl krátce redaktorem deníku Práce. V sezóně 1945/1946 se stal dramaturgem Národního divadla v Praze. Následně se vrátil do deníku Práce (1946–1947), Práva lidu (1947–1948), od roku 1948 pak tři roky pracoval v nakladatelství Práce. V období 1952 až 1954 byl vědeckým pracovníkem Ústavu pro českou literaturu ČSAV a v letech 1954 až 1963 redaktorem nakladatelství Československý spisovatel.
V básnické tvorbě byl ovlivněn dobovými směry 20. let (Dnem i nocí, Pozdravy, Hořící dům), později se věnoval kritice; generačním kritikem se stal knihou Soudy, boje a výzvy. Věnoval se též literární historii (monografie Otakar Theer, Poezie své doby, Josef Hora) a od roku 1926 divadelní kritice (Stopami dramatu a divadla, Divadelní avantgarda). Ve spolupráci s H. Doležilem zpracoval v roce 1939 soupis činoherního repertoáru Národního divadla za léta 1881 až 1935.
Je pohřben na pražském Šáreckém hřbitově.